# کریستال بیچ (تگزاس)
کریستال بیچ، تگزاس(به انگلیسی: Crystal Beach, Texas) شهری در ایالت تگزاس از ایالات جنوبی ایالات متحده آمریکا است.